# Christopher F. Droney

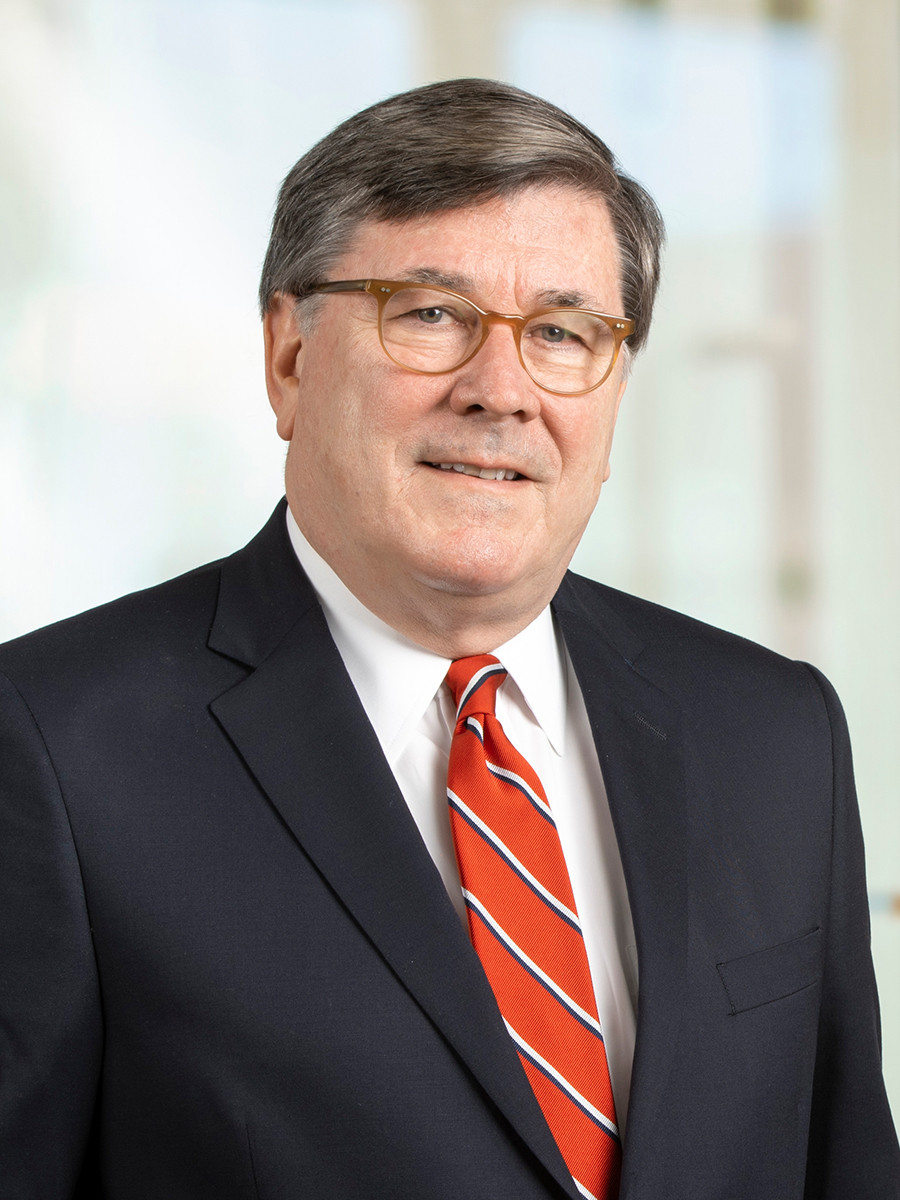
Christopher F. Droney

Christopher Fitzgerald Droney (* 1954 in Hartford, Connecticut) ist ein US-amerikanischer Jurist und Politiker.

## Leben
Droney studierte am College of the Holy Cross und erhielt dort 1976 einen Bachelor of Arts (B.A.). 1979 erhielt er einen Juris Doctor an der Law School der University of Connecticut. Anschließend praktizierte er von 1979 bis 1993 als Rechtsanwalt in Hartford. Gleichzeitig betätigte er sich auch politisch. So war er von 1983 bis 1985 Vizebürgermeister sowie von 1985 bis 1989 Bürgermeister von West Hartford. Von 1993 bis 1997 war er United States Attorney für den Distrikt Connecticut.
Am 5. Juni 1997 wurde er von Präsident Bill Clinton zum Richter am United States District Court für den Distrikt Connecticut nominiert, um den vakanten Sitz von Richter Alan Harris Nevas neu zu besetzen. Am 11. September 1997 wurde er vom Senat der Vereinigten Staaten bestätigt und am 18. September erfolgte seine Vereidigung. Droney bekleidete diesen Richterposten bis zum 1. Dezember 2011, als er auf einen anderen Richterposten wechselte. Sein vakanter Sitz wurde mit Michael P. Shea neu besetzt. Droney selbst war am 4. Mai 2011 von Präsident Barack Obama zum Richter am zweiten Gerichtskreis des United States Court of Appeals nominiert worden, um den vakanten Sitz von Guido Calabresi neu zu besetzen. Am 28. November 2011 wurde er vom Senat der Vereinigten Staaten bestätigt und am 1. Dezember erfolgte seine Vereidigung.